# Перри, Оливер
Оливер Хазард Перри (англ. Oliver Hazard Perry; 23 августа 1785 — 23 августа 1819) — американский флотоводец (коммодор), участник англо-американской войны 1812 года.

## Биография
Оливер Хазард Перри родился в семье военного. Отец, Кристофер Рэймонд Перри, а впоследствии и младший брат Мэтью Колбрайт, были офицерами Военно-морского флота США. Семья отца была родом из Уэльса. Мать Сара Уоллес происходила из старинного шотландского рода и была потомком национального героя Шотландии Уильяма Уоллеса. Азы образование сыновья получили от матери, учившей их читать и писать. Затем учился в Ньюпорте, штат Род-Айленд.
В 1799 году был принят в ВМФ США в чине мичмана. Руководил кораблём «Месть», на котором в 1809 году в чине гардемарина начал службу на флоте его 15-летний брат Мэтью. Во время Первой берберийской войны командовал кораблём «Наутилус». 10 сентября 1813 корабли Перри одержали победу над англичанами в сражении на озере Эри. В ходе сражения флагманский корабль Перри «Лоуренс» был сильно повреждён и он был вынужден покинуть его под огнём противника.
Во время экспедиции к реке Ориноко Перри скончался от жёлтой лихорадки. 
В его честь были названы канонерская лодка, тип фрегатов, ряд населённых пунктов в США (селение Перри и город Перрисбург в Огайо, графства Перри в Кентукки и Пенсильвании и др.), а также воздвигнуто несколько монументов.